# Bildung Schweiz
Bildung Schweiz ist eine Schweizer Zeitschrift für Lehrerinnen und Lehrer, die seit 1856 erscheint. Bildung Schweiz wird herausgegeben vom Dachverband Schweizer Lehrerinnen und Lehrer.
Die erste grössere pädagogische Zeitschrift waren die Allgemeinen schweizerischen Schulblätter (Baden 1835–1845), Redaktor während dieser Zeit war unter anderen Jakob Heer.
Frühere Titel von Bildung Schweiz waren
- Pädagogische Monatsschrift für die Schweiz (1856–1861),
- Schweizerische Lehrerzeitung SLZ (1862–1991) und
- SLZ: Schweizerische Lehrerinnen- und Lehrer-Zeitung (1992–1999).

In der Schweizerischen Lehrerzeitung ging 1983 die Schweizerische Lehrerinnenzeitung auf, die von 1897 bis 1982 erschienen war.
Bildung Schweiz erscheint seit 2003 monatlich. Im Open Access sind aktuelle und ältere Ausgaben als PDF-Dateien abrufbar.
Redaktoren waren unter anderen Friedrich Fritschi (ab 1890) und Paul Emanuel Müller (von 1964 bis 1972).